# Грифин (Квинсленд)
27° 16′ 34″ S 153° 02′ 27″ E / 27.27611° Ј; 153.04083° И
Грифин (енгл. Griffin) је предграђе Бризбејна на Квинсленду у Аустралији. Према подацима из 2006. године, у граду је живео 1.191 становника.